# Mahogany Air
Mahogany Air ist eine von drei aktiven sambischen Fluggesellschaften. Sie hat ihren Sitz in Lusaka und ihre Basis auf dem Kenneth Kaunda International Airport. 
Mahogany Air wurde 2013 gegründet, stellte den Flugbetrieb zunächst aber am 29. September 2014 wieder ein. Am 23. Juni 2017 wurde die Gesellschaft offiziell vom Verkehrsminister neu vorgestellt und nahm drei Tage später den Flugbetrieb wieder auf.

## Flugziele und Flotte
Mahogany Air führt (Stand Juni 2017) Flüge zwischen dem Flughafen Lusaka und dem Flughafen Ndola durch. Zudem sind Verbindungen nach Solwezi, Mfuwe und Livingstone geplant.
Mit Stand Juni 2017 besteht die Flotte aus einer 25 Jahre alten Embraer EMB 120, betrieben durch die Sahara African Aviation.